# Indicatif régional 323

Carte de l'État de Californie avec les territoires de ses indicatifs régionaux. L'indicatif régional 323 est en rouge.

L'indicatif régional 323 est l'un des multiples indicatifs téléphoniques régionaux de l'État de Californie aux États-Unis.
Cet indicatif couvre un territoire qui a grossièrement la forme d'un anneau autour du centre-ville de Los Angeles, incluant Hollywood, le district Eagle Rock de Los Angeles, Florence, Montebello et East Los Angeles..
La carte ci-contre indique en rouge le territoire couvert par l'indicatif 323.
L'indicatif régional 323 fait partie du Plan de numérotation nord-américain.